# 雀部昌吾
雀部 昌吾（ささべ しょうご、1929年7月3日 - ）は、日本の経営者。バンドー化学社長を務めた。

## 経歴
兵庫県神戸市出身。1952年に関西学院大学経済学部を卒業し、同年に阪東調帯ゴム（現・バンドー化学）に入社。
1974年5月に取締役に就任し、1980年6月に常務、1986年6月に専務を経て、1988年には社長に就任。1998年6月に会長を経て、2006年6月には相談役に就任。
1995年11月に藍綬褒章を受章し、2018年11月に旭日小綬章を受章。